# Músculos extraoculares

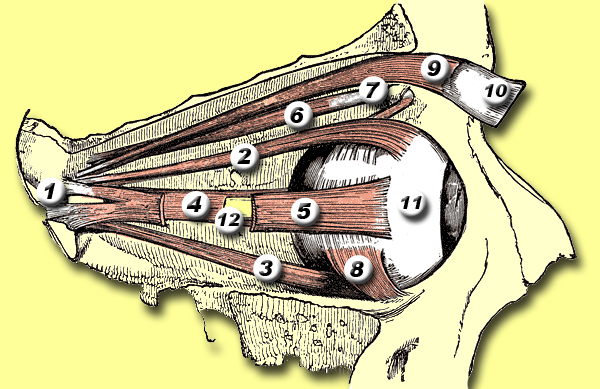
Vista do olho direito pelo lado direto:
1 = Anel tendíneo comum
2 = Músculo reto superior
3 = Músculo reto inferior
4 = Músculo reto medial
5 = Músculo reto lateral
6 = Músculo oblíquo superior
7 = Tróclea do músculo oblíquo superior
8 = Músculo oblíquo inferior
9 = Músculo levantador superior da pálpebra
10 = Pálpebra
11 = Globo ocular
12 = Nervo óptico

Os músculos extraoculares são seis músculos que controlam os movimentos do olho. As ações dos músculos extraoculares dependem da posição do olho no momento da contração muscular.